# Гаврило Крастевич
Гаврило Крастевич (буг. Гаврил Кръстевич; Котел, 5. април 1817 — Константинопољ, 19. новембар 1898) био је бугарски политичар, историчар и први преводилац Бенџамина Френклина на бугарски језик. 

## Биографија
Рођен је 5. априла 1817. у Котелу. Студирао је књижевност у Карлову. Године 1835. кратко је предавао у Сливену, након чега је отишао у Цариград. На захтев и препоруку котлинског чорбаџија, примљен је у дом једног од најутицајнијих османских великодостојника, котлинског принца Стефана Богоридија, са задатком да се школује за учитеља. Богориди му је прво обезбедио приватног учитеља, а 1837. године га је послао у Велику народну школу, чији је један од циљева био хеленизовање бугарске омладине. Крастевич је савладао грчки и француски језик, као и теолошке науке. Богориди га је 1838. послао да настави студије у Паризу. Крастевич је дипломирао на Сорбони 1844.
Био је један од оснивача Бугарске егзархије и генерални гувернер Источне Румелије између 1884. и 1885. године, када је била део Османског царства. Био је почасни члан Бугарске академије наука. 
Преминуо је у Константинопољу 16. новембра 1898.